# Nebulosa Reloj de Arena
La Nebulosa Reloj de Arena (MyCn 18) es una joven nebulosa planetaria en la constelación de Musca distante 8000 años luz de la Tierra. Fue descubierta por Annie Jump Cannon y Margaret W. Mayall cuando trabajaban sobre el catálogo de Henry Draper. Esta nebulosa al menos tiene un radio de 0,25 años luz.
Se piensa que la forma de la nebulosa Reloj de Arena se debe a la expansión muy rápida de viento estelar sobre una nube de expansión más lenta y que es más densa cerca de su ecuador que de sus polos. Imágenes obtenidas con el telescopio espacial Hubble permiten observar el anillo brillante central, cuyo eje de simetría es totalmente diferente que el del resto de la estructura. Igualmente, la estrella central, responsable de la formación de la nebulosa, aparece claramente descentrada. Estas y otras observaciones se apartan de los modelos teóricos sobre formación de nebulosas planetarias. Los efectos gravitatorios de una estrella acompañante e invisible podrían explicar la compleja estructura de MyCn18.